# Клан Чартерис

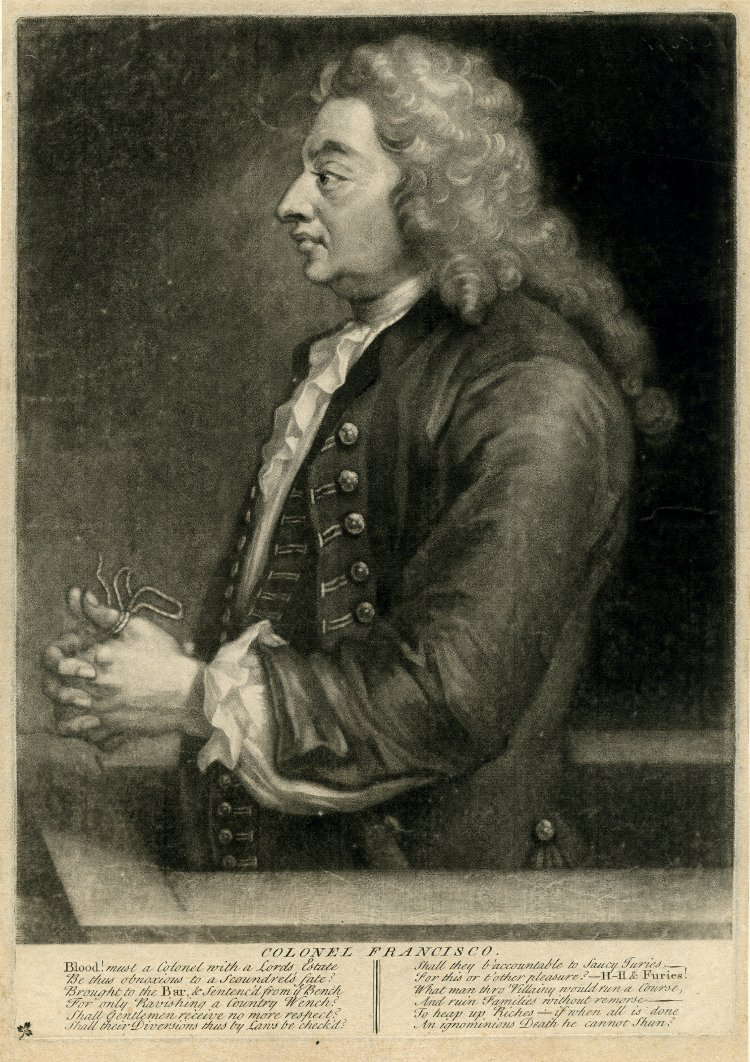
Полковник Фрэнсис Чартерис (1675—1732).

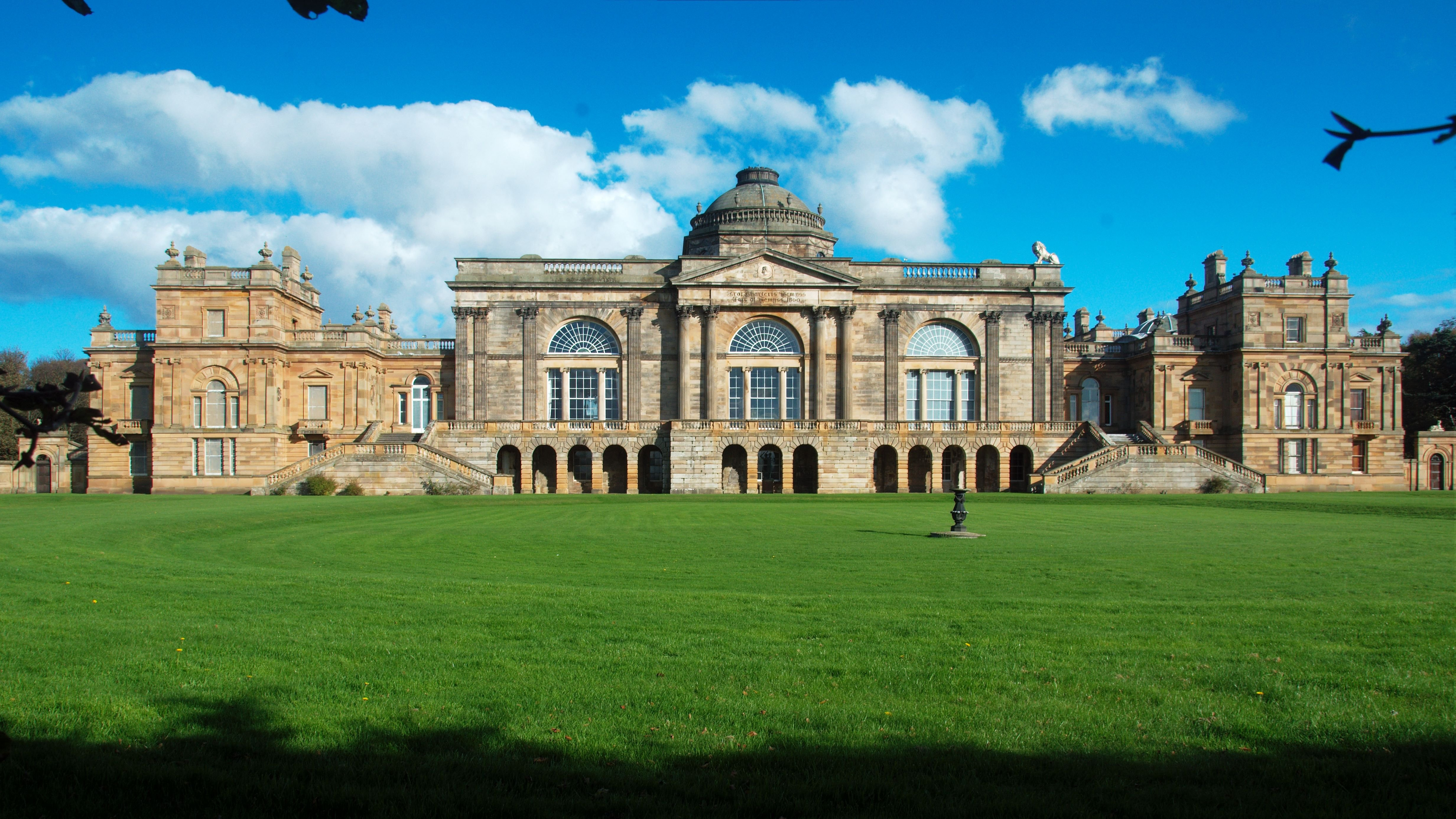
Госфорд-хаус, резиденция вождей клана Чартерис

Клан Чартерис (шотл. — Clan Charteris) — один из кланов равнинной части Шотландии (Лоуленда).
- Лозунг клана: Это наше право
- Земли клана: Восточный Лотиан
- Вождь клана: Джеймс Дональд Чартерис (род. 1948), 13-й граф Уимс, 9-й граф Марч, виконт Пиблс, лорд Уимс из Элхо, лорд Элхо и Метхил, лорд Дуглас из Нейдпата, Лайна и Мунарда, барон Уимс из Уимса.
- Резиденция вождей клана: Госфорд-хаус
- Враждебные кланы: Киркпатрик, Дуглас, Рутвен
- Ветви клана: Чартерис из Дамфриса, Чартерис из Кинфаунса

## История клана Чартерис

### Происхождение клана Чартерис
Название клана Чартерис происходит от названия города Шартр во Франции.
Уильям, сын нормандского рыцаря из Шартра, переселился в Англию во время нормандского завоевания Англии Вильгельмом Завоевателем. Сын или внук Уильяма де Шартра переселился в Шотландию, будучи в свите короля Шотландии Давида I. Самое раннее упоминание о вождях клана Чартерис в Шотландии датируется 1174 годом и касается грамоты аббатства Келсо. В этой грамоте вождь клана Чартерис пишется как где Карното.
Известно четыре поколения вождей клана Чартерис ХІІ — XIII веков. Это Роберт де Карното — рыцарь, который был сыном Томаса де Карното, сына другого Томаса де Карното, сына Уолтера де Карното. В 1280 году сэр Томас де Чартерис был назначен на должность лорда-канцлера Шотландии королем Александром III.

### XIII—XIV века
В конце XIII века король Англии Эдуард I Длинноногий, пользуясь тем, что королевский трон Шотландии оказался вакантным, захватил Шотландию и заставил вождей Шотландских кланов присягнуть ему на верность и в 1296 году подписать соответствующий документ — «Рагманские свитки». В этом документе есть подпись Эндрю де Чартериса. Но вскоре после этого Эндрю де Чартерис присоединился к шотландским повстанцам, боровшимся за независимость Шотландии. За это король Англии конфисковал его имения и передал их Джону Баллиолу, что был марионеткой Англии и коллаборационистом. Сын Эндрю Чартериса — Уильям Чартерис служил в армии Роберта Брюса и был вместе с ним, когда тот убил вождя клана Комин в церкви в Дамфриса в 1306 году — конкурента на трон Шотландии. Сэр Томас Чартерис был верным сторонником короля Шотландии и был назначен послом в Англию. Затем он был назначен лорд-канцлером Шотландии в 1342 году королем Шотландии Давидом II. Сэр Томас Чартерис погиб во время битвы под Даремом в 1346 году.

### XVI век
В 1526 году вспыхнула вражда клана Чартерис с кланом Киркпатрик. Записи об этом сохранились в документах уголовных дел города Питкэрн. Согласно этим документам Джон Чартерис из Амсфельда вместе со своим братом и двумя сыновьями были обвинены в убийстве Роджера Киркпатрика Александр Кикрпатрика в марте 1526 года.
В 1530 году возник конфликт, во время которого сэр Роберт Чартерис, 8-й лэрд Чартерис, имел дуэль с сэром Джеймсом Дугласом из Драмланрига. Их поединок был описан как последний рыцарский турнир в Шотландии. Король сам наблюдал за поединком, который происходил с такой яростью, что меч Чартериса был сломан, и король должен был послать своих людей разъединить дуэлянтов.
Другая ветвь клана Чартерис — Чартерисы из Кинфаунса оспаривали главенство в клане со своими кузенами Чартерисами из Дамфрисшира. Линия Чартерис из Кинфаунса получила свои земли в награду за поддержку Роберта Брюса в его войне за независимость Шотландии. Но эта линия начала враждовать с кланом Рутвен. Клан Рутвен имел значительную власть в городе Перт и окружающих землях, а также владел замком Хантингтауэром. В 1544 году Патрик Рутвен — лорд Рутвен был избран главой города Перт, но при вмешательстве кардинала Битона, Рутвен был лишен должности и Чартерис из Кинфаунса был назначен вместо него. В городе Перт граждане отказался признать своим главой Чартериса и заперли перед ним ворота. Чартерис вместе с лордом Греем и вождем клана Лесли напали на город. Однако они были отбиты кланом Рутвен, которому оказал помощь клан Монкриф. В результате этого Рутвен остался главой города Перт до 1584 года, когда Уильям Рутвен — граф Гоури был казнен. Джон Чартерис был убит преемником графа на улице Хай-стрит в Эдинбурге в 1552 году.

### XVII век
Сэр Джон Чартерис из Амсфильда был назначен комиссаром парламента для подтверждения Рипонского договора в 1641 году. Джон Чартерис поддерживал Национальный пакт, но не восстал против короля. В результате этого он был арестован в Эдинбурге в 1643 году, но был выпущен на свободу в марте 1645 году. После этого он присоединился к роялистов, вступил в армию Джеймса Грэма, маркиза Монтроза, и участвовал в битве при Филипхоу в сентябре 1645 года. Брат Джона — капитан Александр Чартерис (1675—1732) был одним из сподвижников маркиза Монтроза и находился вместе с ним во время его злополучной военной кампании в Кейтнессе в 1650 году. Александр Чартерис был взят в плен вместе с маркизом Монтрозом и был казнен в Эдинбурге 21 июня 1650 года. Имения и земли клана Чартерис получил Томас Гогг, что позже взял фамилию Чартерис.

### XVIII—XIX века
Полковник Фрэнсис Чартерис купил земли под Хаддингтоном, которые он переименовал в Амсфильд в честь своего предка из Нитсдейла. Он оставил единственную дочь — Джанет, которая вышла замуж за Джеймса Уимса, 5-го графа Уимса (1699—1756). Их второй сын — Фрэнсис Уимс (1723—1808), принял впоследствии фамилию Чартерис. Имения клана Чартерис в окрестностях Хаддингтона впоследствии были проданы, хотя Госфорд-хаус стоит до сих пор и потомки владеют титулами графа Уимса и графа Марча.